# Pap Bianka
Pap Bianka (Szigetvár, 2000. február 7. –) kétszeres paralimpiai-, ötszörös világ- és hatszoros Európa-bajnok magyar úszó.

## Sportpályafutása
2014 júliusában a hollandiai Dordrechtben rendezték a paraúszók integrált ifjúsági Európa-bajnokságát, ahol 100 méteres gyorsúszásban ezüstérmet szerzett. A 2016-os riói paralimpián S10-es sérültségi kategóriában indulva ezüstérmet szerzett 100 méteres hátúszásban. Ebben a versenyszámban ugyanebben az évben Európa-bajnok volt a madeirai kontinensviadalon. Egy nappal később 200 méteres vegyes úszásban bronzérmet szerzett. 2017 decemberében 100 méteres hátúszásban aranyérmet szerzett a Mexikóvárosban megrendezett paraúszó-világbajnokságon. Összességében négy éremmel zárta a versenyt, minden éremből szerzett legalább egyet a világbajnokság során (200 vegyes- és 400 méteres gyorsúszásban ezüst-, 100 méteres gyorsúszásban pedig bronzérmet). A 2019-es londoni paraúszó-világbajnokságon 200 méteres vegyes úszásban bronzérmes lett. A koronavírus-járvány miatt egy évvel elhalasztott, 2021 nyarán megrendezett tokiói paralimpián 400 méteres gyorsúszásban és 200 méteres vegyesúszásban ezüstérmet szerzett, 100 méteres hátúszásban, S10-es kategóriában pedig aranyérmes lett. 2021-ben az év női fogyatékos sportolója lett Magyarországon. A 2023-as manchesteri világbajnokságon 400 m gyorson, 100 háton és 200 vegyesen újabb világbajnoki címekkel gyarapította éremgyűjteményét, 100 m gyorson pedig bronzérmet szerzett. A 2024-es Európa-bajnokságon, amelyet ismételten Madeira szigetén rendeztek, előbb 400 m gyorson ezüstérmet, majd 100 m háton újabb Európa-bajnoki címet szerzett. 
A 2024-es párizsi paralimpián összesen három érmet szerzett: 400 m gyorson bronzérmet szerzett, 100 m háton megvédte címét és másodszorra is paralimpiai bajnok lett, 200 m vegyesen pedig ezüstérmes lett kínai riválisa mögött, így téve teljessé éremgyűjteményét a francia fővárosban.

## Eredményei
- kétszeres paralimpiai bajnok (2020), (2024)
- négyszeres paralimpiai ezüstérmes (2016), (2020 2x), (2024)
- kétszeres paralimpiai bronzérmes (2016), (2024)
- ötszörös világbajnok (2022 2x), (2023 3x)
- kétszeres világbajnoki ezüstérmes (2022 2x)
- világbajnoki bronzérmes (2017)
- hatszoros Európa-bajnok (2016), (2020), (2024)
- Európa-bajnoki ezüstérmes (2024)
- Európa-bajnoki bronzérmes (2023)

## Díjai, elismerései
- Szigetvár díszpolgára (2021)[14]
- A Magyar Érdemrend tisztikeresztje (2021)[15]
- Az év női fogyatékos sportolója Magyarországon (2021, 2022)[16]
- Baranya Megyei Príma Díj - Magyar Sport kategória (2022)[17]
- Az Év Paraúszója (2022)[18]
- Az Év Egyetemi Parasportolója (2023)[19]
- Az ELTE Sport Arca a 2023/24-es tanévben (2023)[20]
- A Magyar Érdemrend parancsnoki keresztje (polgári tagozat) (2024)[21]